# Кавалеры ордена Святого Георгия III класса П
Кавалеры ордена Святого Георгия III класса на букву «П»
Список составлен по алфавиту персоналий. Приводятся фамилия, имя, отчество; звание на момент награждения; номер по спискам Григоровича — Степанова и Судравского; дата награждения. Лица, чьи имена точно идентифицировать не удалось, не викифицируются. Курсивом выделены кавалеры, получившие орден за службу в частях Восточного фронта Русской армии во время Гражданской войны.
- Павлов, Михаил Иванович, полковник, № 456, 18 октября 1831
- Павлов, Прокопий Яковлевич, генерал-лейтенант, № 494, 30 сентября 1855
- Падейский, Фёдор Фёдорович, полковник, № 165, 5 августа 1807
- Пален, Матвей Иванович, генерал-майор, № 324, 24 сентября 1813
- Пален, Павел Петрович фон-дер, генерал-майор, № 208, 25 июля 1810
- Пален, Пётр Алексеевич фон-дер, генерал-майор, № 59, 14 апреля 1789
- Пален, Пётр Петрович фон-дер, генерал-майор, № 152, 8 апреля 1807
- Пальменбах, Евстафий (Август) Иванович, полковник, № 98, 28 июня 1792
- Панкратьев, Никита Петрович, генерал-лейтенант, № 420, 19 января 1830
- Панфилов, Александр Иванович, контр-адмирал, № 484, 20 ноября 1854
- Панчулидзев, Иван Давыдович, генерал-майор, № 295, 3 июня 1813
- Панчулидзев, Семён Давыдович, генерал-майор, № 296, 3 июня 1813
- Панютин, Фёдор Сергеевич, генерал-майор, № 421, 19 января 1830
- Папков, Пётр Афанасьевич, полковник, № 177, 21 апреля 1808
- Паскевич, Иван Фёдорович, генерал-майор, № 218, 30 января 1811
- Паскевич, Константин Фёдорович, полковник, № 455, 18 октября 1831
- Паулуччи, Филипп Осипович, генерал-лейтенант сардинской службы, № 229, 25 апреля 1812
- Пепеляев, Анатолий Николаевич, генерал-майор, 1919
- Перелешин, Михаил Александрович, капитан 1-го ранга, № 497, 16 ноября 1855
- Перелешин, Павел Александрович, капитан 1-го ранга, № 499, 29 февраля 1856
- Перрен, Яков Яковлевич, генерал-майор, № 448, 18 октября 1831
- Петерсон, Христофор Иванович, подполковник, № 5, 12 марта 1770
- Пётр I Карагеоргиевич, 14 марта 1918
- Петров, Виктор Александрович, генерал-лейтенант, № 564, 17 февраля 1878
- Петровский, Козьма Тимофеевич, генерал-майор, 30 июня 1916
- Петрушевский, Михаил Фомич, генерал-лейтенант, № 565, 27 февраля 1878
- Пиллар, Егор Максимович, генерал-майор, № 337, 29 октября 1813
- Пирх, Георг Дубислав Людвиг фон; генерал-лейтенант прусской службы, № 388, 25 января 1815
- Писарев, Александр Александрович, генерал-майор, № 373, 5 мая 1815
- Пистор, Яков Матвеевич, генерал-квартирмейстер, № 96, 18 марта 1792
- Платов, Матвей Иванович, бригадир, № 81, 25 марта 1791
- Полешко, Степан Григорьевич, генерал-майор, № 426, 25 июня 1831
- Поликарпов, Александр Васильевич, бригадир, № 88, 15 июля 1791
- Полуэктов, Борис Владимирович, генерал-лейтенант, № 443, 18 октября 1831
- Поль, Иван Лаврентьевич, полковник, № 308, 3 июня 1813
- Попов, Павел Васильевич (генерал), генерал-майор, № 415, 17 сентября 1829
- Портнягин, Семён Андреевич, генерал-майор, № 122, 24 февраля 1804
- Поскочин, Фёдор Васильевич, капитан 1-го ранга, № 101, 26 ноября 1792
- Потёмкин, Григорий Александрович, генерал-майор, № 8, 27 июля 1770
- Потёмкин, Павел Сергеевич, генерал-майор, № 52, 26 ноября 1775
- Потёмкин, Яков Алексеевич, генерал-майор, № 343, 11 ноября 1813
- Пржевальский, Михаил Алексеевич, генерал-лейтенант, 11 декабря 1916
- Прозоровский, Александр Александрович, генерал-майор, № 21, 30 сентября 1770
- Пулетт, Самуэль, полковник прусской службы, № 377, 29 августа 1814
- Пустошкин, Павел Васильевич, капитан бригадирского ранга, № 100, 11 сентября 1792
- Пышницкий, Дмитрий Ильич, генерал-майор, № 301, 3 июня 1813